# Zeitschrift für die gesamte Strafrechtswissenschaft
Die Zeitschrift für die gesamte Strafrechtswissenschaft (abgekürzt: ZStW) ist eine juristische Fachzeitschrift, in der Aufsätze zu Strafrechtsdogmatik, Strafprozessrecht, Kriminalpolitik, Kriminologie, Strafrechtsgeschichte und Rechtsphilosophie veröffentlicht werden.
Die Herausgeber sind derzeit (2024) Jörg Eisele, Helmut Fuchs, Sabine Gleß, Luís Greco, Tatjana Hörnle, Thomas Rönnau, Frank Saliger, Ulrich Sieber, Carl-Friedrich Stuckenberg, Thomas Weigend und Ingeborg Zerbes. Die Gesamtschriftleitung hat Jörg Eisele inne.
Die Zeitschrift wurde 1881 zunächst durch den Strafrechtsreformer Franz von Liszt, der auch die Perspektive einer „gesamten Strafrechtswissenschaft“ begründet hatte, und von Adolf Dochow gegründet und herausgegeben. Nach dem Tod Adolf Dochows im Jahr 1881 fungierte ab 1883 neben Franz von Liszt Karl von Lilienthal als Mitherausgeber.
Die Zeitschrift erscheint viermal jährlich im Verlag Walter de Gruyter in einer Auflage von 900 Exemplaren.
Von älteren Jahrgängen liegen Digitalisate vor, die im Netz frei zugänglich sind.